# Trisetum barbinode
Trisetum barbinode är en gräsart som beskrevs av Carl Bernhard von Trinius. Trisetum barbinode ingår i släktet glanshavren, och familjen gräs. Inga underarter finns listade i Catalogue of Life.